# Neuroleon (Neuroleon) clignyi
Neuroleon (Neuroleon) clignyi is een insect uit de familie van de mierenleeuwen (Myrmeleontidae), die tot de orde netvleugeligen (Neuroptera) behoort. 
Neuroleon (Neuroleon) clignyi is voor het eerst wetenschappelijk beschreven door Navás in 1922.